# Зурбауа
Зурбауа (рум. Zurbaua) — село у повіті Ілфов в Румунії. Входить до складу комуни Драгомірешть-Вале.
Село розташоване на відстані 15 км на захід від Бухареста, 131 км на південь від Брашова.

## Населення
За даними перепису населення 2002 року у селі проживали 857 осіб, з них 856 осіб (99,9%) румунів. Рідною мовою 856 осіб (99,9%) назвали румунську.